# Uvaria zeylanica
Uvaria zeylanica är en kirimojaväxtart som beskrevs av Carl von Linné. Uvaria zeylanica ingår i släktet Uvaria och familjen kirimojaväxter. Inga underarter finns listade i Catalogue of Life.